# Selecció de futbol de Mali
La Selecció de futbol de Mali és l'equip representatiu del país a les competicions oficials. Està dirigida per la Federació Maliana de Futbol (en francès, Fédération Malienne de Football), pertanyent a la CAF.
És una selecció amb poca història internacional, centrada en la Copa d'Àfrica de Nacions, on ha participat en 12 ocasions, la millor de les quals fou el seu debut, quan va arribar a la final. També destaca la seva actuació als Jocs Olímpics d'Estiu de 2004.

## Història
Mali va arribar a la final de la Copa d'Àfrica de Nacions del 1972, però va perdre per 3-2 davant el Congo. No va tornar a classificar-se per a la fase final fins al 1994, quan va arribar a les semifinals, èxit que va repetir el 2002, 2004, 2012 i 2013.
Van jugar el seu primer partit de classificació per a la Copa del Món l'any 2000. A la fase de classificació de la CAF per al Mundial de 2002, Mali va perdre a la ronda preliminar contra Líbia. Dos anys més tard, el país va organitzar la Copa Africana de Nacions 2002.
La selecció sub-23 de Mali va aconseguir classificar-se per als Jocs Olímpics d'estiu del 2004 a Grècia. L'equip entrenat per Cheick Koné va aconseguir els quarts de final del torneig olímpic abans de perdre contra Itàlia.
A la fase de classificació per al Mundial del 2006, Mali es va imposar a Guinea Bissau a la ronda preliminar. A vuitens de final, Mali va quedar cinquè del seu grup. El 27 de març de 2005, van esclatar disturbis a Bamako després que Mali perdés un partit de classificació per al Mundial contra Togo per 2-1 amb un gol a l'últim minut.
En la Copa d'Àfrica de Nacions de 2010, Mali va ser notícia per remuntar un 4-0 en contra a onze minuts per al final i igualar a 4-4 amb Angola. Es considera una de les millors remuntades dels últims temps, juntament amb la famosa remuntada de Suècia contra Alemanya en un partit de classificació per al Mundial del 2014 amb el mateix resultat.

## Competicions internacionals

### Participacions en la Copa d'Àfrica
- 1957 a 1963 - No va participar
- 1965 a 1970 - No es va classificar
- 1972 - Final
- 1974 i 1976 - No es va classificar
- 1978 - Desqualificat
- 1980 - No va participar
- 1982 a 1986 - No es va classificar
- 1988 - Es va retirar
- 1990 i 1992 - No es va classificar
- 1994 - Semifinals
- 1996 a 2000 - No es va classificar
- 2002 - Semifinals
- 2004 - Semifinals
- 2006 - No es va classificar
- 2008 - Primera fase
- 2010 - Primera fase
- 2012 - Semifinals
- 2013 - Semifinals
- 2015 - Primera fase
- 2017 - Primera fase
- 2019 - Vuitens de final
- 2021 - Vuitens de final